# Ernesto Videla
Manuel Ernesto Videla Cifuentes (c. 1938-Santiago, 30 de agosto de 2013) fue un general de Ejército, ingeniero militar, y diplomático chileno que se desempeñó como subsecretario de Relaciones Exteriores de Chile durante la dictadura militar del general Augusto Pinochet Ugarte.

## Biografía
Se desempeñó como subsecretario de Relaciones Exteriores entre 1979 y 1982, y entre 1979 y 1985 fue jefe de la comisión para la mediación papal por el conflicto del Beagle que culminó con el Tratado de Paz y Amistad de 1984, que enfrentó a su país con Argentina, proceso que relató en el libro La desconocida historia de la mediación papal, publicado en 2007.
Videla era miembro de número de la Academia Chilena de Ciencias Sociales, Políticas y Morales e integrante del Consejo Chileno para las Relaciones Internacionales. Formó parte del directorio de la Universidad San Sebastián, donde también fue directivo su hijo Luis Ernesto —quien falleció en un accidente aéreo en las cercanía de Tomé el 1 de marzo de 2010—. Bajo su gestión como subsecretario de Relaciones Exteriores, reformuló el protocolo diplomático y creó el estatuto administrativo del Ministerio de Relaciones Exteriores. Se retiró voluntariamente del Ejército de Chile en 1998 siendo vicecanciller y siguió como miembro de número de la Academia de Ciencias Sociales.